# Sveriges utrikespolitik i världskrigets belysning
Sveriges utrikespolitik i världskrigets belysning, även kallad Aktivistboken eller Krigsboken, är en svensk debattbok som gavs ut anonymt 1915, och reste krav på "en modig uppslutning vid Tysklands sida".

## Innehåll
Aktivistboken var ett av de främsta uttrycken för första världskrigets svenska aktivism, som argumenterade för ett svenskt deltagande i första världskriget på centralmakternas sida i syfte att verka för den ryska farans avlägsnande genom att göra Åland svenskt och Finland fritt, och över huvud taget för att stärka Sveriges ställning som den ledande makten i Norden.
Förordet är känt för Otto Järtes bevingade ord: "modig uppslutning vid Tysklands sida". Bokens huvudrubriker är Förspelet, Sveriges uppgift, Våra politiska förbindelselinjer, Våra maktmedel, Världskriget som kulturkamp, och Sverige inför valet. Författarna inleder och avslutar boken med ett citat yttrat i ett annat sammanhang av den liberale tidigare statsministern Karl Staaff:
| ”                                       | Tron ej hvad håglösheten hviskar till er, att striden är för hög för er förmåga, och att den kämpas ut väl er förutan. | „ |
| – Esaias Tegnér, citerad av Karl Staaff | |   |

## Författare

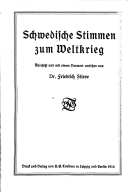
Stieves översättning av Aktivistboken 1915.

Boken beskrevs i förordet som resultatet av ett samarbete mellan flera politiskt intresserade fackmän inom olika områden, som representerade både vänster och höger. Senare samma år framkom det att två socialdemokrater medverkat; Otto Järte och Yngve Larsson. Järte hade skrivit förordet i boken, där det krävdes "en modig uppslutning vid Tysklands sida". De andra författarna i krigsboken var högerpolitikerna statsvetaren Rudolf Kjellén och sociologen Adrian Molin. Molin var den sammanhållande kraften i arbetet. Tre fackmän anlitades för expertis: överstelöjtnant Axel Hultcrantz, kaptenen vid flottan Claës Lindsström samt nationalekonomen Eilif Sylwan.
Boken översattes även till tyska av Yngve Larssons svåger, författaren och diplomaten Friedrich Stieve, och gavs ut i två upplagor.
Författarna ansvarade för olika kapitel och avsnitt enligt följande:
- Förord, Otto Järte
- Förspelet, Adrian Molin
- Sveriges uppgift, Rudolf Kjellén Finns på Wikisource.
- Våra politiska förbindelselinjer, Yngve Larsson
  - Sverige och västmakterna
  - Tyskland och Sveriges lifsintressen, Otto Järte
- Våra maktmedel
  - Sjöförsvaret, Claës Lindsström
  - Landtförsvaret, Axel Hultcrantz
  - Vår ekonomi, Eilif Sylwan
- Världskriget som kulturkamp, Yngve Larsson
  - Västmakterna
  - Tyskland
- Sverige inför valet, Adrian Molin på basis av utkast av Yngve Larsson och Valdemar Langlet

## Mottagande och följder
Till en början vände man sig till Bonniers, därefter till Norstedts för att få boken utgiven, men dessa sade nej. Istället blev det Nordiska Bokhandeln som åtog sig distributionen och tryckningen ägde rum på Centraltryckeriet. Boken kom ut i juni 1915 och ledde till en upprörd debatt. Boken kom att tryckas i sex svenska upplagor och två tyska. En av bokens främsta kritiker var den ententevänlige partiledaren Hjalmar Branting, som hade stöd av partiets vänsterflygel under ledning av Zeth Höglund.
I oktober samma år var det känt vilka som stod bakom Aktivistboken, och som ett resultat blev både Järte och Larsson uteslutna ur sitt parti den 27 oktober tillsammans med Gustaf Steffen (trots att han inte medverkat i boken), efter att Branting agerat. Socialdemokraten Erik Palmstierna skrev den 27 oktober i sin politiska dagbok:
| ”                  | Kättarbål! Steffen, Järte och Yngve Larsson blevo uteslutna med 18 mot 4. Dessa fyra voro Nils Persson, H. Åkerberg, Ivar Neuman och jag, varjämte H. Lindqvist gjorde en anteckning till protokollet. Hela proceduren var upprörande och kränkande för rättskänslan. Br. [Branting] drev emellertid nu som alltid sin vilja igenom. Intet bevis fanns mot Steffen. Br. förklarade tvärtom, att det var hans övertygelse, att han ej var med bland författarna, men ändå utstötes han på Br:s direkta yrkande. Endast politiska skäl – yttre som inre – avgjorde saken. Rättssynpunkterna bortsåg man alldeles ifrån. | „ |
| – Erik Palmstierna | |   |

1916 publicerade Larssons svåger, historikern Tor Berg en kritisk motskrift, liksom journalisten Valfrid Spångberg.